# 제프 저넬리
제프리 "제프" 저넬리(영어: Geoffrey "Geoff" Zanelli, 1974년 9월 28일 ~ )는 미국의 영화 음악 작곡가이다. 버클리 음대를 졸업한 한스 짐머 사단의 일원으로 대표적인 OST 작품 《히트맨》(2007), 《티모시 그린의 이상한 삶》(2012), 《캐리비안의 해적: 죽은 자는 말이 없다》(2017) 등이 있다.

## OST 담당 영화
| 연도 | 제목                                 |
| ---- | ------------------------------------ |
| 2004 | 시크릿 윈도우                        |
| 2004 | 하우스 오브 디                       |
| 2007 | 디스터비아                           |
| 2007 | 히트맨                               |
| 2008 | 아웃랜더                             |
| 2008 | 고스트 타운                          |
| 2009 | 게이머                               |
| 2012 | 티모시 그린의 이상한 삶              |
| 2016 | 슈퍼 프렌즈                          |
| 2017 | 캐리비안의 해적: 죽은 자는 말이 없다 |
| 2018 | 곰돌이 푸 다시 만나 행복해           |
| 2019 | 말레피센트 2                         |
| 2019 | 레드슈즈                             |
| 2019 | 블랙 앤 블루                         |